# Erchim Khölbömbögiyn Klub
Erchim Khölbömbögiyn Klub (em mongol: Эрчим Хөлбөмбөгийн Ҝлуб) é um clube de futebol de Ulan Bator na Mongólia.
Erchim é o clube mais vitorioso do pais com vinte títulos do campeonato nacional.

## Títulos
- Undesniy Ligin (20):1956 ,1957 ,1958 ,1959 ,1960 ,1961 ,1962 ,1963, 1996, 1998, 2000, 2002, 2007, 2008, 2012, 2013, 2015, 2016, 2017, 2018
- MFF Tsom: 1996, 1997,[carece de fontes?] 1998, 1999, 2000 e 2012 [2]
- Super Tsom: 2011, 2012, 2013 [2] e 2014[5], 2016, 2017
- Borgio Tsom: 2011 e 2014 [2]